# King, the Detective
King, the Detective è un cortometraggio muto del 1911. Il nome del regista non viene riportato nei credit del film che, prodotto dalla IMP, era interpretato da King Baggot, Isabel Rea e Frank Smith.

## Produzione
Il film fu prodotto dall'Independent Moving Pictures Co. of America (IMP).

## Distribuzione
Distribuito dalla Motion Picture Distributors and Sales Company, il film uscì nelle sale cinematografiche USA il 2 novembre 1911. In Danimarca, ribattezzato con il titolo Millionærens Datter og Detektiven King, fu distribuito il 29 aprile 1912.